# Bobby Moore
Robert Frederick Chelsea "Bobby" Moore (Barking, 12. travnja 1941. – London, 24. veljače 1993.)  – engleski nogometaš.
Bio je kapetan engleske nogometne reprezentacije koja je pobijedila na Svjetskom prvenstvu 1966. u Engleskoj. To je jedini engleski naslov svjetskih prvaka. Nastupio je 108 puta za reprezentaciju, što je u njegovo vrijeme bio rekord. Kasnije su Peter Shilton (125) i David Beckham (115) skupili više nastupa. Igrao je 15 godina za West Ham, od čega je više od 10 godina bio kapetan kluba. Bio je svjetska klasa po sposobnosti čitanja nogometne igre. 
Postao je član West Hama 1956. U prvoj momčadi igrao je od 1958. do 1974. Godine na poziciji središnjeg braniča. Uz nogomet igrao je i kriket, zajedno s kolegom iz kluba i reprezentacije Geoffom Hurstom.
Igrao je za englesku nogometnu reprezentaciju na Svjetskom prvenstvu 1962. u Čileu. Prvu utakmicu za reprezentaciju odigrao je u pripremnoj utakmici uoči tog Svjetskog prvenstva, na kojoj se iskazao pa je dobio mjesto u reprezentaciji. Postao je nakratko kapetan reprezentacije u svibnju 1963., jer je dotadašnji kapetan bio ozlijeđen. Time je postao najmlađi do tada kapetan Engleske. Osvojio je FA kup s West Hamom 1964. i uspješno operirao rak testisa. Sljedeće godine s klubom je osvojio Kup pobjednika kupova. Postao je kapetan Engleske nakon 30 nastupa za reprezentaciju. Na Svjetskom prvenstvu 1966. u Engleskoj bio je kapetan reprezentaciju u osvajanju naslova, Bio je prvoklasni obrambeni igrač i sportska ikona. U finalnoj utakmici protiv Zapadne Njemačke u kojoj su Englezi pobijedili s 4-2 imao je dvije asistencije. Primio je trofej prvaka na Wembleyu iz ruku engleske kraljice Elizabete II.
Booby Moore postao je jako popularan u Engleskoj, dobio je nagradu za engleskog sportaša 1966. godine.
Snimao je reklame i pokrenuo je ugostiteljski posao. 
Na pripremama ususret Svjetskom prvenstvu 1970., imao je neugodno iskustvo u Kolumbiji, kada je uhićen na 4 dana i optužen za krađu nakita iz trgovine. Radilo se o nesporazumu pa je pušten. Bio je kapetan na Svjetskom prvenstvu 1970., kada je Engleska ispala došavši među osam najboljih. Te godine, nepoznati otmičari prijetili su mu, da će mu oteti ženu. Nastavio je s dobrim igrama u klubu i reprezentaciji. Novćano je kažnjen s trojicom suigrača 1971.,jer su zatečeni kako piju u noćnom klubu noć prije važne kup utakmice, koju su kasnije izgubili 0-4. Moore je dosta pio, ali obično je dan prije utakmice trenirao i suzdržavao se od alkohola. Nastupio je za West Ham 509. put 1973. godine, čime je postavio rekord. Rekord sada drži Billy Bonds, koji je za West Ham nastupio 793 puta. Prešao je u Fulham 1974., nakon 15 godina igranja za West Ham. U finalu FA kupu te godine, Fulham je izgubio od West Hama. Igrao je za Fulham do 1977. Igrao je još za dva američka kluba San Antonio Thunder i Seattle Sounders. 
Bio je trener bez većih uspjeha s klubom Eastern AA iz Hong Konga i engleskim klubovima Oxford City i Southend United. 
Imao je novčanih problema u kasnijim godina, razveo se sa ženom nakon dugogodišnjeg braka i oženio drugom ženom.
Umro je od raka 1993. godine u 51 godini života. Prvi je, koji je umro od reprezentativaca Engleske, koji su osvojili naslov svjetskih prvaka 1966. Svi oni su mu došli na sprovod. Njegov broj 6 u West Hamu umirovljen je i više ga nitko ne nosi. Osnovana je zaklada pod njegovim imenom za borbu protiv raka. Osnovana je utrka pod njegovim imenom za sakupljanje novaca za borbu protiv raka. Postao je član Engleske nogometna kuće slavnih 2002. Slavan je po potezu s brazilskim nogometašem Jairzinhom na Svjetskom prvenstvu 1970., koji se smatra jednim od najboljih nogometnih poteza u povijesti engleskog nogometa. Dobio je bistu u Londonu. Povodom UEFI-nog jubileja 2003., Engleski nogometni savez izabrao ga je za najboljeg engleskog nogometaša u posljednjih 50 godina.